# Blas Giunta
Blas Armando Giunta (Ciudad de Buenos Aires, Argentina, 6 de septiembre de 1963) es un exfutbolista y actual entrenador argentino. Jugaba en la posición de mediocampista defensivo. Actualmente trabaja como director técnico en las inferiores de Boca Juniors, en la formación de jóvenes.
Tuvo un paso muy destacado por el Club Atlético Boca Juniors, en donde conquistó 6 títulos y se convirtió en un referente del equipo en los años 1990, debido a sus grandes actuaciones dentro del campo de juego y por su interminable entrega y garra.
La afición del club, La 12, lo inmortalizó con un cántico, que si bien nació de parte de la hinchada de San Lorenzo años antes. El mismo consistía en: "Giunta, Giunta, Giunta. Huevo, huevo, huevo", haciendo referencia a su estilo de juego sacrificado y aguerrido.[cita requerida]
Fue internacional con la Selección Argentina de Fútbol con la cual disputó y ganó la Copa América 1991.

## Trayectoria
Giunta práctico básquetbol y fútbol en el club Bomberos Voluntarios de La Matanza, pero tuvo que dejar el primer deporte tras recibir una durísima sanción en la categoría menores. Posteriormente pasó a las divisiones inferiores de Liniers, donde hizo su debut oficial en el Campeonato de Primera División D 1980.
Desembarcó luego en San Lorenzo, donde hizo su debut en la Primera División de Argentina. En 1985 fue cedido un semestre a Cipolletti y otro a Platense. A su regreso, se ganó la titularidad e integró un grupo de jugadores que sería batuizado por la prensa como "Los Camboyanos".
Tras un fugas paso por el Real Murcia de la Primera División de España, se unió a Boca Juniors. Apreciado por los aficionados por su juego aguerrido, terminó de convertirse en un jugador emblemático la noche del 29 de noviembre de 1989. Boca llevaba ocho años sin títulos y se encontraba en la final de la Supercopa Sudamericana 1989; Independiente de Avellaneda y Boca Juniors habían igualado 0 a 0 los dos partidos por lo que la final se definió por penales en La Doble Visera. Todos habían convertido hasta que Carlos Navarro Montoya le atajara el penal a Luis Fabián Artime. Giunta era el encargado de definir la final. Tras convertir el gol se desató la locura total, ya que Giunta corrió toda la cancha y se trepó al alambrado de la tribuna visitante para festejar el nuevo título de su club con todo su público.
Posteriormente Giunta ganaría con Boca Juniors la Recopa Sudamericana 1990, el Torneo Clausura de Argentina en 1991, la Copa Máster de Supercopa 1992 y el Torneo Apertura de Argentina en 1992.
En 1993 fue a Toluca de México. En 1995 volvió a Boca. En 1997 se fue al fútbol español. Regresó de Europa y terminó su carrera en Defensores de Belgrano en el 2000.
Después de haber comenzado su carrera como técnico en el ascenso, se convirtió en el director Técnico de Almirante Brown, donde realizó excelentes campañas y llegó a coronarse dos veces campeón, en 2007 y 2010, dándole al club el ascenso al Torneo Nacional B.
Hoy en día Giunta es tomado por la hinchada de Boca como un exponente muy importante del club, demostrando su verdadera identidad, luchando cada pelota hasta el final, siempre al límite y a base de coraje supo ganarse el respeto de muchas hinchadas y el odio de otras pero sobre todo el respeto de prácticamente la totalidad de los hinchas argentinos que ante su juego aguerrido cantaban "Giunta, Giunta, Giunta. Huevo, Huevo, Huevo".
Debutó como técnico en Estudiantes de Caseros y luego pasó a ser técnico de Almirante Brown, donde estuvo ocho años dirigiendo y en los cuales consiguió dos ascensos al Torneo Nacional B. Por eso es muy querido por la hinchada de la fragata.
En noviembre de 2013 comenzó a dirigir a Quilmes en reemplazo de Nelson Vivas. Duró solo tres meses en el club, ya que, tras la derrota ante Godoy Cruz de visitante en el Torneo Final 2014, la dirigencia decidió destituirlo por cosechar magros resultados: 4 derrotas, 4 empates y tan solo un triunfo.
En diciembre de 2019 fue anunciado para trabajar como director técnico en las inferiores de Boca Juniors, en la formación de jóvenes talentos.

### Selección
Integró el combinado argentino que ganó la medalla de oro en los Juegos Suramericanos de 1986, fue subcampeón del Torneo Preolímpico Sudamericano de 1988 y que obtuvo la medalla de bronce en el torneo de fútbol de los Juegos Panamericanos de 1987.
Fue convocado para integrar la selección absoluta por Alfio Basile en 1991. Fue parte del plantel que ganó la Copa América 1991, disputando en total siete partidos.

## Estadísticas

### Clubes
- Actualizado a fin de carrera deportiva.

| Club | Div.                | Temporada           | Liga  | Liga  | Copas nacionales(1) | Copas nacionales(1) | Torneos internacionales(2) | Torneos internacionales(2) | Total | Total | Media goleadora(3) |
| Club | Div.                | Temporada           | Part. | Goles | Part.               | Goles               | Part.                      | Goles                      | Part. | Goles | Media goleadora(3) |
| --- | ------------------- | ------------------- | ----- | ----- | ------------------- | ------------------- | -------------------------- | -------------------------- | ----- | ----- | ------------------ |
| San Lorenzo Argentina | 1.ª                 |                     |       |       |                     |                     |                            |                            |       |       |                    |
| San Lorenzo Argentina | 1.ª                 | 1983                | 3     | 0     | —                   | —                   | —                          | —                          | 3     | 0     | 0                  |
| San Lorenzo Argentina | 1.ª                 | 1984                | 13    | 1     | —                   | —                   | —                          | —                          | 13    | 1     | 0.08               |
| San Lorenzo Argentina | 1.ª                 | 1985-86             | 17    | 1     | —                   | —                   | —                          | —                          | 17    | 1     | 0.06               |
| San Lorenzo Argentina | 1.ª                 | 1986-87             | 31    | 2     | —                   | —                   | —                          | —                          | 31    | 2     | 0.06               |
| San Lorenzo Argentina | 1.ª                 | 1987-88             | 42    | 2     | —                   | —                   | —                          | —                          | 42    | 2     | 0.05               |
| San Lorenzo Argentina | 1.ª                 | 1988                | 4     | 0     | —                   | —                   | 12                         | 1                          | 16    | 1     | 0.06               |
| San Lorenzo Argentina | Total club          | Total club          | 110   | 6     | 0                   | 0                   | 12                         | 1                          | 122   | 7     | 0.06               |
| Cipolletti Argentina | 2.ª                 |                     |       |       |                     |                     |                            |                            |       |       |                    |
| Cipolletti Argentina | 2.ª                 | 1985                | ?     | 1     | —                   | —                   | —                          | —                          | ?     | 1     | ?                  |
| Cipolletti Argentina | Total club          | Total club          | ?     | 1     | 0                   | 0                   | 0                          | 0                          | ?     | 1     | ?                  |
| Platense Argentina | 1.ª                 |                     |       |       |                     |                     |                            |                            |       |       |                    |
| Platense Argentina | 1.ª                 | 1985                | 27    | 2     | —                   | —                   | —                          | —                          | 27    | 2     | 0.07               |
| Platense Argentina | Total club          | Total club          | 27    | 2     | 0                   | 0                   | 0                          | 0                          | 27    | 2     | 0.07               |
| Real Murcia · España | 1.ª                 |                     |       |       |                     |                     |                            |                            |       |       |                    |
| Real Murcia · España | 1.ª                 | 1989                | 13    | 0     | 2                   | 0                   | —                          | —                          | 15    | 0     | 0                  |
| Real Murcia · España | Total club          | Total club          | 13    | 0     | 2                   | 0                   | 0                          | 0                          | 15    | 0     | 0                  |
| Boca Juniors Argentina | 1.ª                 |                     |       |       |                     |                     |                            |                            |       |       |                    |
| Boca Juniors Argentina | 1.ª                 | 1989-90             | 39    | 5     | —                   | —                   | 7                          | 0                          | 46    | 5     | 0.11               |
| Boca Juniors Argentina | 1.ª                 | 1990-91             | 35    | 0     | —                   | —                   | 11                         | 2                          | 46    | 2     | 0.04               |
| Boca Juniors Argentina | 1.ª                 | 1991-92             | 36    | 3     | —                   | —                   | 4                          | 0                          | 40    | 3     | 0.08               |
| Boca Juniors Argentina | 1.ª                 | 1992-93             | 32    | 0     | —                   | —                   | 2                          | 0                          | 34    | 0     | 0                  |
| Boca Juniors Argentina | 1.ª                 | 1995-96             | 13    | 0     | —                   | —                   | 2                          | 0                          | 15    | 0     | 0                  |
| Boca Juniors Argentina | 1.ª                 | 1996-97             | 8     | 0     | —                   | —                   | —                          | —                          | 8     | 0     | 0                  |
| Boca Juniors Argentina | Total club          | Total club          | 163   | 8     | 0                   | 0                   | 26                         | 2                          | 189   | 10    | 0.05               |
| Deportivo Toluca · México | 1.ª                 |                     |       |       |                     |                     |                            |                            |       |       |                    |
| Deportivo Toluca · México | 1.ª                 | 1993-94             | 40    | 0     | —                   | —                   | 7                          | 0                          | 40    | 0     | 0                  |
| Deportivo Toluca · México | 1.ª                 | 1994-95             | 25    | 0     | —                   | —                   | 11                         | 2                          | 25    | 0     | 0                  |
| Deportivo Toluca · México | Total club          | Total club          | 65    | 0     | 0                   | 0                   | 0                          | 0                          | 65    | 0     | 0                  |
| C. D. Ourense · España | 2.ª                 |                     |       |       |                     |                     |                            |                            |       |       |                    |
| C. D. Ourense · España | 2.ª                 | 1997                | 1     | 0     | 2                   | 0                   | —                          | —                          | 3     | 0     | 0                  |
| C. D. Ourense · España | Total club          | Total club          | 1     | 0     | 2                   | 0                   | 0                          | 0                          | 3     | 0     | 0                  |
| Defensores de Belgrano Argentina | 3.ª                 |                     |       |       |                     |                     |                            |                            |       |       |                    |
| Defensores de Belgrano Argentina | 3.ª                 | 1998                | ?     | 1     | —                   | —                   | —                          | —                          | ?     | 1     | ?                  |
| Defensores de Belgrano Argentina | 3.ª                 | 1998-99             | ?     | 1     | —                   | —                   | —                          | —                          | ?     | 1     | ?                  |
| Defensores de Belgrano Argentina | Total club          | Total club          | 37    | 2     | 0                   | 0                   | 0                          | 0                          | 37    | 2     | 0.05               |
| Total en su carrera | Total en su carrera | Total en su carrera | 416   | 19    | 4                   | 0                   | 26                         | 3                          | 446   | 22    | 0.05               |
| (1) Incluye datos de la Copa del Rey.(2) Incluye datos de la Copa Libertadores, Supercopa Sudamericana, Recopa Sudamericana y Copa Máster de Supercopa. (3) No incluye goles en partidos amistosos. |                     |                     |       |       |                     |                     |                            |                            |       |       |                    |

### Como entrenador
| Club                  | País      | Año       |
| --------------------- | --------- | --------- |
| San Miguel            | Argentina | 2000      |
| Club Cipolletti       | Argentina | 2001      |
| Estudiantes (Bs. As.) | Argentina | 2002-2003 |
| Platense              | Argentina | 2004-2005 |
| Almirante Brown       | Argentina | 2005-2013 |
| Quilmes               | Argentina | 2013-2014 |
| Deportivo Morón       | Argentina | 2014-2015 |
| Acassuso              | Argentina | 2016-2017 |
| Barracas Central      | Argentina | 2017      |
| Almirante Brown       | Argentina | 2018-2019 |

### Estadísticas como entrenador
| Equipo                          | Div.                     | Torneo                   | Estadísticas | Estadísticas | Estadísticas | Estadísticas | Estadísticas | Estadísticas | Estadísticas | Estadísticas |
| Equipo                          | Div.                     | Torneo                   | PJ           | G            | E            | P            | GF           | GC           | DG           | Efectividad% |
| ------------------------------- | ------------------------ | ------------------------ | ------------ | ------------ | ------------ | ------------ | ------------ | ------------ | ------------ | ------------ |
| Estudiantes (Bs. As.) Argentina | 3.ª                      | Primera B 2002-03        | 29           | 11           | 9            | 9            | 31           | 23           | +8           | 48,27%       |
| Estudiantes (Bs. As.) Argentina | Total                    | Total                    | 29           | 11           | 9            | 9            | 31           | 31           | +8           | 48,27%       |
| Almirante Brown Argentina       | 3.ª                      | Primera B 2005-06        | 26           | 12           | 3            | 11           | 45           | 46           | -1           | 50%          |
| Almirante Brown Argentina       | 3.ª                      | Primera B 2006-07        | 42           | 26           | 10           | 6            | 59           | 27           | +32          | 69,84%       |
| Almirante Brown Argentina       | 2ª                       | B Nacional 2007-08       | 38           | 15           | 14           | 9            | 42           | 26           | +16          | 51,75%       |
| Almirante Brown Argentina       | 3.ª                      | Primera B 2008-09        | 40           | 13           | 16           | 11           | 45           | 38           | +7           | 45,83%       |
| Almirante Brown Argentina       | 3.ª                      | Primera B 2009/10        | 40           | 22           | 11           | 7            | 49           | 30           | +19          | 64,17%       |
| Almirante Brown Argentina       | 2ª                       | B Nacional 2010-11       | 38           | 13           | 13           | 12           | 32           | 28           | +4           | 45,61%       |
| Almirante Brown Argentina       | 2ª                       | B Nacional 2011-12       | 38           | 14           | 13           | 10           | 36           | 30           | +6           | 48,24%       |
| Almirante Brown Argentina       | 2ª                       | Copa Argentina 2011-12   | 1            | 0            | 1            | 0            | 2            | 2            | 0            | 33%          |
| Almirante Brown Argentina       | 2ª                       | B Nacional 2012-13       | 27           | 7            | 12           | 8            | 29           | 30           | -1           | 40,74%       |
| Almirante Brown Argentina       | 2ª                       | Copa Argentina 2012-13   | 2            | 1            | 1            | 0            | 2            | 0            | +2           | 66%          |
| Almirante Brown Argentina       | Total                    | Total                    | 291          | 123          | 94           | 74           | 341          | 257          | +84          | 53,03%       |
| Quilmes Argentina               | 1ª                       | Inicial 2013             | 7            | 1            | 4            | 2            | 7            | 8            | -1           | 33%          |
| Quilmes Argentina               | 1ª                       | Final 2014               | 2            | 0            | 0            | 2            | 0            | 3            | -3           | 0%           |
| Quilmes Argentina               | Total                    | Total                    | 9            | 1            | 4            | 4            | 7            | 11           | -4           | 25,92%       |
| Deportivo Morón Argentina       | 3.ª                      | Primera B 2014           | 12           | 6            | 5            | 1            | 12           | 4            | +8           | 63,89%       |
| Deportivo Morón Argentina       | 3.ª                      | Primera B 2015           | 45           | 17           | 15           | 13           | 49           | 47           | +2           | 48,89%       |
| Deportivo Morón Argentina       | Total                    | Total                    | 57           | 23           | 20           | 14           | 61           | 51           | +10          | 52,05%       |
| Acassuso Argentina              | 3.ª                      | Primera B 2016-17        | 23           | 5            | 14           | 4            | 24           | 21           | +3           | 40,28%       |
| Acassuso Argentina              | Total                    | Total                    | 23           | 5            | 14           | 4            | 24           | 21           | +3           | 40,28%       |
| Barracas Central Argentina      | 3.ª                      | Primera B 2017-18        | 12           | 2            | 6            | 4            | 14           | 16           | -2           | 33%          |
| Barracas Central Argentina      | Total                    | Total                    | 12           | 2            | 6            | 4            | 14           | 16           | -2           | 33%          |
| Almirante Brown Argentina       | 3.ª                      | Primera B 2017-18        | 7            | 2            | 3            | 2            | 8            | 7            | +1           | 42,86%       |
| Almirante Brown Argentina       | 3.ª                      | Primera B 2018-19        | 27           | 8            | 6            | 13           | 26           | 37           | -11          | 37,03%       |
| Almirante Brown Argentina       | Total                    | Total                    | 34           | 10           | 9            | 15           | 34           | 44           | -10          | 38,23%       |
| Almirante Brown Argentina       | Total en Almirante Brown | Total en Almirante Brown | 325          | 133          | 103          | 89           | 375          | 301          | +74          | 51,49%       |
| Total en sus equipos            | Total en sus equipos     | Total en sus equipos     | 455          | 175          | 156          | 124          | 512          | 423          | +89          | 49,89%       |

## Palmarés

### Como jugador

#### Campeonatos nacionales
| Título           | Club         | Sede         | Año    |
| ---------------- | ------------ | ------------ | ------ |
| Primera División | Boca Juniors | Buenos Aires | A-1992 |

#### Campeonatos internacionales
| Título                   | Club         | Sede         | Año  |
| ------------------------ | ------------ | ------------ | ---- |
| Supercopa Sudamericana   | Boca Juniors | Avellaneda   | 1989 |
| Recopa Sudamericana      | Boca Juniors | Miami        | 1990 |
| Copa Master de Supercopa | Boca Juniors | Buenos Aires | 1992 |

| Título       | Selección | Sede              | Año  |
| ------------ | --------- | ----------------- | ---- |
| Copa América | Argentina | Santiago de Chile | 1991 |

### Como entrenador

#### Campeonatos nacionales
| Título    | Club            | Sede            | Año     |
| --------- | --------------- | --------------- | ------- |
| Primera B | Almirante Brown | Junín           | 2006/07 |
| Primera B | Almirante Brown | Isidro Casanova | 2009/10 |